# Typha smirnovii
Typha smirnovii là một loài thực vật có hoa trong họ Typhaceae. Loài này được Mavrodiev mô tả khoa học đầu tiên năm 2000.